# Nantong
Nantong (en chino, 南通; pinyin, Nantong; en chino wu, [nie tʰoŋ]) es una ciudad-prefectura en la provincia de Jiangsu, República Popular China. Situada en la orilla norte del río Yangtze, cerca de la desembocadura. Nantong es un puerto fluvial vital limitando al norte con Yancheng, al sur con Suzhou, al oeste con Taizhou y el mar de China Oriental al este. Su área es de 8 544 km² y su población total de 7 282 800 (2010). Recibe el apodo de "perla del río y del mar" (江海明珠).

## Administración
La ciudad prefectura de Nantong se divide en 4 distritos, 4 municipios y 3 condados.
| 1 2 Tongzhou Rugao Haimen Qidong Hai'an Rudong 1Chongchuan 2Gangzha |          |               |                  |            |          |
| Subdivisión                                                         | Carácter | Pin-yin       | Población (2010) | Área (km²) | Densidad |
| Zona central (distrito)                                             |          |               |                  |            |          |
| Chongchuan                                                          | 崇川区   | Chóngchuān Qū | 686 945          | 215        | 4,038.42 |
| Gangzha                                                             | 港闸区   | Gǎngzhá Qū    | 266,326          | 134        | 1,987.50 |
| Suburbano (distrito)                                                |          |               |                  |            |          |
| Tongzhou                                                            | 通州区   | Tōngzhōu Qū   | 1,138,738        | 1,343      | 847.90   |
| Rural (condado)                                                     |          |               |                  |            |          |
| Hai'an                                                              | 海安县   | Hǎi'ān Xiàn   | 866,337          | 1,110      | 780.48   |
| Rudong                                                              | 如东县   | Rúdōng Xiàn   | 995,983          | 1,872      | 532.04   |
| Ciudades satélite (municipio)                                       |          |               |                  |            |          |
| Rugao                                                               | 如皋市   | Rúgāo Shì     | 1,267,066        | 1,531      | 827.60   |
| Haimen                                                              | 海门市   | Hǎimén Shì    | 907,598          | 1,148      | 790.59   |
| Qidong                                                              | 启东市   | Qǐdōng Shì    | 972,525          | 1,191      | 816.56   |
| Total                                                               | Total    | Total         | 7 282 835        | 8,544      | 852.39   |

-Estos se dividen en 147 subdivisiones menores.

## Historia
Debido a que la costa del Mar Oriental de China está en constante movimiento hacia el este como el río Yangtze añade sedimentos a su delta, la distancia entre Nantong y la costa es cada vez más lejos que en la antigüedad.
Desde la época de la Dinastía Han hasta la Dinastía Tang, lo que ahora se llama Nantong era un condado menor perteneciente a Yangzhou. En 959 la región prosperó y creció, así apareció una ciudad independiente llamada Tongzhou. 
Posiblemente a partir de su posición cerca de la desembocadura del río Yangtse, se cree que el aumento de la riqueza de Yangzhou causó que Tongzhou fuera eclipsada y bajara su rango en 1369. Cuando finalmente recuperó la condición de ciudad en 1725, fue rebautizada como Nantong ("sur Tong") para evitar la confusión con otro Tongzhou, situado en Pekín.
La prosperidad de Nantong ha dependido tradicionalmente de la producción de sal en la costa cercana, el arroz y algodón, y en especial la producción de textiles de algodón. Un hombre local de industrias llamado Zhang Jian fundó la primera fabrica de algodón en Nantong en 1900, luego se desarrollaron un complejo de industrias que incluían harina, aceite y los molinos de seda. También fundó una compañía naviera y solución salina recuperado las tierras agrícolas al este de Nantong para la producción de algodón. En 1912, Nantong es llamada popularmente "El reino de Zhang Jian".
A pesar de que sufrieron de la depresión económica de la década de 1931 y la ocupación japonesa de la década de 1931 y 1941, Nantong ha seguido siendo un centro importante para la industria textil. Debido a su puerto de aguas profundas y las conexiones a los canales de navegación interior, era una de las 15 ciudades puerto abierto a la inversión extranjera en las reformas económicas recientes.

## Lenguas
Debido a la riqueza cultural de la región la ciudad posee varios idiomas y dialectos. El dialecto Tong-Tai (通泰方言) derivado del mandarín del bajo yangtsé es el principal. Nantong se caracteriza por convivir con dos idiomas, el wu y el mandarín.

## Clima
La Ciudad de Nantong está en la orilla norte del río Yangtze, se encuentra separada de Shanghái por una llanura.
Nantong tiene un clima templado subtropical y cálido, Nantong tiene bastante sol y abundantes lluvias. Su temperatura promedio al año es 16C. Al igual que otras ciudades de la provincia de Jiangsu, la temporada de lluvias de la ciudad se extiende generalmente a partir de julio a septiembre.
| Parámetros climáticos promedio de Nantong(1971−2000) | Parámetros climáticos promedio de Nantong(1971−2000) | Parámetros climáticos promedio de Nantong(1971−2000) | Parámetros climáticos promedio de Nantong(1971−2000) | Parámetros climáticos promedio de Nantong(1971−2000) | Parámetros climáticos promedio de Nantong(1971−2000) | Parámetros climáticos promedio de Nantong(1971−2000) | Parámetros climáticos promedio de Nantong(1971−2000) | Parámetros climáticos promedio de Nantong(1971−2000) | Parámetros climáticos promedio de Nantong(1971−2000) | Parámetros climáticos promedio de Nantong(1971−2000) | Parámetros climáticos promedio de Nantong(1971−2000) | Parámetros climáticos promedio de Nantong(1971−2000) | Parámetros climáticos promedio de Nantong(1971−2000) |
| Mes                                                  | Ene.                                                 | Feb.                                                 | Mar.                                                 | Abr.                                                 | May.                                                 | Jun.                                                 | Jul.                                                 | Ago.                                                 | Sep.                                                 | Oct.                                                 | Nov.                                                 | Dic.                                                 | Anual                                                |
| ---------------------------------------------------- | ---------------------------------------------------- | ---------------------------------------------------- | ---------------------------------------------------- | ---------------------------------------------------- | ---------------------------------------------------- | ---------------------------------------------------- | ---------------------------------------------------- | ---------------------------------------------------- | ---------------------------------------------------- | ---------------------------------------------------- | ---------------------------------------------------- | ---------------------------------------------------- | ---------------------------------------------------- |
| Temp. máx. media (°C)                                | 6.9                                                  | 8.3                                                  | 12.2                                                 | 18.7                                                 | 24.2                                                 | 27.5                                                 | 31.0                                                 | 31.0                                                 | 26.9                                                 | 22.1                                                 | 16.0                                                 | 10.0                                                 | 19.6                                                 |
| Temp. mín. media (°C)                                | 0.3                                                  | 1.3                                                  | 4.8                                                  | 10.2                                                 | 15.6                                                 | 20.3                                                 | 24.4                                                 | 24.3                                                 | 19.9                                                 | 14.2                                                 | 8.1                                                  | 2.3                                                  | 12.1                                                 |
| Precipitación total (mm)                             | 43.6                                                 | 49.0                                                 | 81.4                                                 | 72.9                                                 | 92.8                                                 | 197.3                                                | 164.6                                                | 129.6                                                | 102.9                                                | 55.8                                                 | 47.8                                                 | 28.4                                                 | 1066.1                                               |
| Días de precipitaciones (≥ 0.2 mm)                   | 8.6                                                  | 9.2                                                  | 12.1                                                 | 10.6                                                 | 11.2                                                 | 12.3                                                 | 13.4                                                 | 11.3                                                 | 10.0                                                 | 8.4                                                  | 7.2                                                  | 5.5                                                  | 119.8                                                |
| Fuente: Weather.com.cn                               |                                                      |                                                      |                                                      |                                                      |                                                      |                                                      |                                                      |                                                      |                                                      |                                                      |                                                      |                                                      |                                                      |

## Economía
La economía de Nantong fue por tradición la agricultura y la crianza de animales de granja. Los productos que se destacaban en la zona eran el algodón, arroz, trigo, pesca, frutas , entre otros, aunque esto sigue en auge la ciudad se concentra en el comercio. 
Universidad de Nantong
La Universidad de Nantong (南通大学) se estableció en 1912.  hectáreas y tiene 800 mil metros cuadrados utilizados para los edificios escolares. Nantong es una universidad construida completamente por el gobierno provincial de Jiangsu y el Ministerio de Transporte de Estado. Se compone de tres partes, Medicina, Ingeniería y estándar. La universidad cuenta con 84 programas de pregrado basado en nueve disciplinas principales, que son la literatura, la ciencia, la ingeniería, la ciencia médica, la educación, la economía, el derecho, la historia y la gestión.

## Transporte
La ciudad se conecta entre sí y con sus vecinas por medio de todos los medios de transporte:
Agua: es un puerto importante para el río Yangtze.
Aire: el aeropuerto de Nantong está ubicado a unos 9,8 kilómetros del centro de la ciudad y a 100 kilómetros de Shanghái, cubre un área de cerca de 3000 hectáreas, se completó a finales de 1992 y entró en funcionamiento un año después. 
Tierra: varios trenes pasan por la ciudad , con la cual la conecta con toda China de una forma rápida y barata. El metro de Nantong comenzó a entrar en la etapa de evaluación de impacto ambiental, tiene 4 líneas urbanas y 4 líneas sub-urbanas, la longitud de la línea es de unos 324 kilómetros, la longitud total es de 170,8 kilómetros y la longitud del tren suburbano de 153,2 kilómetros, de los cuales 2 estarán en un futuro próximo.

## Ciudades hermanas
Nantong esta  hermandada con:
- Swansea, Gales, Reino Unido
- Rancagua, Chile
- Civitavecchia, Italia
- São José do Rio Preto, Brasil desde el 14 de abril de 2010
- Gimje.